# Politique au Canada
La politique du Canada se déroule dans le cadre d'une démocratie parlementaire et d'un système fédéral avec un gouvernement parlementaire avec de fortes traditions démocratiques. Le Canada est une monarchie constitutionnelle dans laquelle le monarque est le chef d'État. Le régime politique est basé sur le système de Westminster du  Royaume-Uni. Cependant, le Canada a développé ses propres traditions politiques : par exemple, la discipline de parti est beaucoup plus forte au Canada qu'au Royaume-Uni et davantage de votes parlementaires sont considérés comme étant des motions de confiance, ce qui a pour effet de diminuer le rôle des députés qui ne sont pas membres du cabinet.
Les deux partis politiques qui sont historiquement dominants au Canada sont le Parti libéral du Canada et le Parti conservateur du Canada (et ses prédécesseurs). Cependant, lors de l'élection de 2011, le Nouveau Parti démocratique a pris de l'importance.

## La Couronne

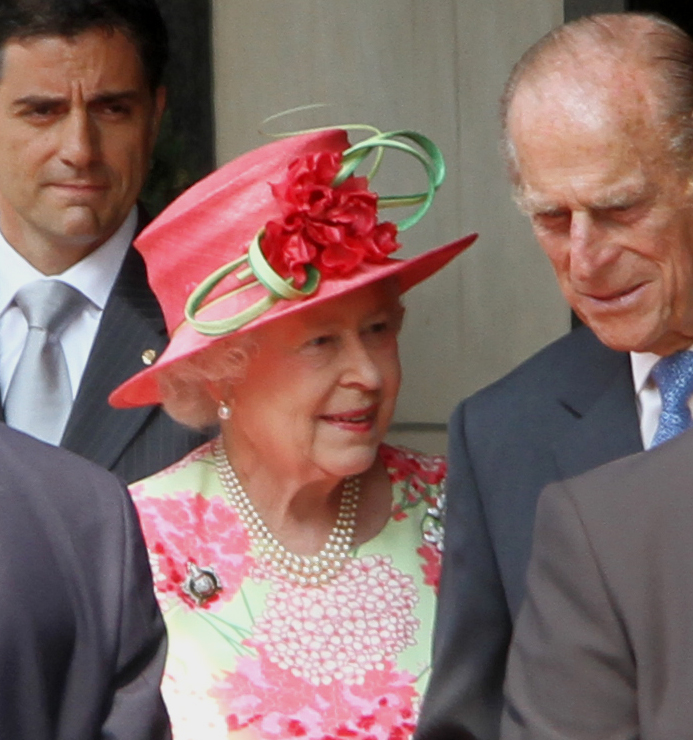
La reine et le prince Philip à Toronto en 2010.

Le monarque, actuellement le roi Charles III, est le chef d'État du Canada. Depuis l'adoption du statut de Westminster en 1931, la Couronne canadienne est considérée comme distincte de la Couronne britannique, bien que la même personne soit monarque.
Le monarque est représenté au Canada par un gouverneur général. Celui-ci est formellement nommé par le roi, mais celui-ci agit sur la recommandation du premier ministre du Canada. Par le passé, le gouverneur général était considéré comme représentant à la fois le monarque et le gouvernement impérial au Canada et était nommé sur recommandation du gouvernement britannique. Dans le passé, des personnes ayant déjà occupé des fonctions militaires, politiques ou diplomatiques ont généralement été choisies comme gouverneur général. Toutefois, des occupants plus récents de la fonction n'ont pas eu de carrière politique ou militaire. La durée du mandat est traditionnellement fixée à cinq ans, mais le mandat peut être prolongé.
Selon les conventions du système de Westminster, le gouverneur général est chargé d'exercer la prérogative royale. De nos jours, l'ensemble des pouvoirs n'est exercé par le gouverneur général que sur la recommandation du gouvernement ou par délégation à un des ministres de la Couronne. Le gouverneur général est considéré comme une fonction impartiale et non partisane avec un rôle principalement honorifique.
Le Conseil privé du Roi pour le Canada est l'organe formel de conseillers par lequel la Couronne exerce ses pouvoirs mais ses compétences sont en fait exercées par l'un de ses comités, le Cabinet, composé des principaux ministres et présidé par le premier ministre.

## Gouvernement
Le pouvoir exécutif est exercé par le gouvernement.
Le gouverneur général nomme le premier ministre sur la base d'une convention constitutionnelle stricte : le premier ministre doit être un membre de la Chambre des communes susceptible de pouvoir former un gouvernement avec le soutien de cette dernière. En pratique, il s'agit généralement du chef du parti disposant du plus de sièges à la Chambre des communes. Même si le parti en tête ne dispose pas de majorité absolue des sièges, il est admis au Canada qu'il forme un gouvernement minoritaire plutôt qu'une coalition.
Le premier ministre choisit ensuite les autres ministres qui composent son gouvernement. Par convention, ceux-ci sont tous membres d'une des deux chambres du Parlement, généralement de la Chambre des communes.
Le gouvernement est responsable devant le Parlement : l'adoption d'une motion de censure par la Chambre des communes entraine la démission du premier ministre ou la dissolution du Parlement. Dans la pratique, les membres du Parlement sont strictement contrôlés par la direction du parti et les whips qui s'assurent de la conformité de leur vote avec la ligne du parti. Si le gouvernement dispose d'une majorité absolue à la Chambre des communes, le risque de perdre un vote de confiance est très faible.

### Premier cabinet

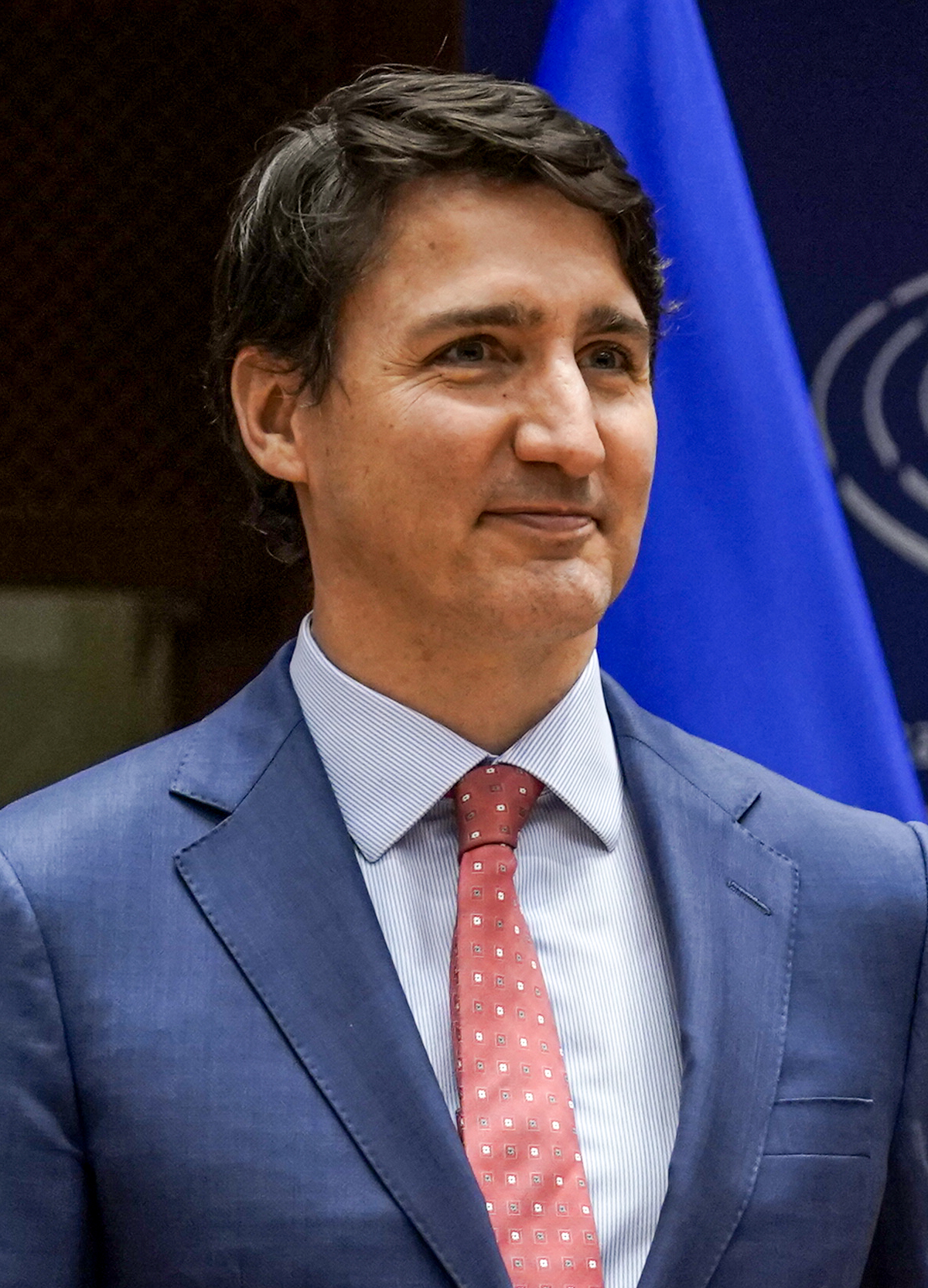
Justin Trudeau en mars 2022, Ex premier ministre.

Le gouvernement est généralement composé d'une trentaine de membres. Contrairement à d'autres pays appliquant le système de Westminster, l'ensemble des ministres sont généralement membre du cabinet. Celui-ci est présidé par le premier ministre, qui sélectionne les membres du gouvernement et du Cabinet. De ce fait, le premier ministre est le chef du pouvoir exécutif : bien que le Cabinet soit historiquement un organe de décision collective, la discipline de parti fait que l'essentiel du pouvoir est concentré au sein du Cabinet du premier ministre, qui regroupe les plus proches conseillers du chef du gouvernement.

### Ministères
Le gouvernement comprend un certain nombre de ministères.

## Parlement
Le Parlement du Canada comprend le monarque et deux chambres : la Chambre des communes et le Sénat

### Chambre des communes

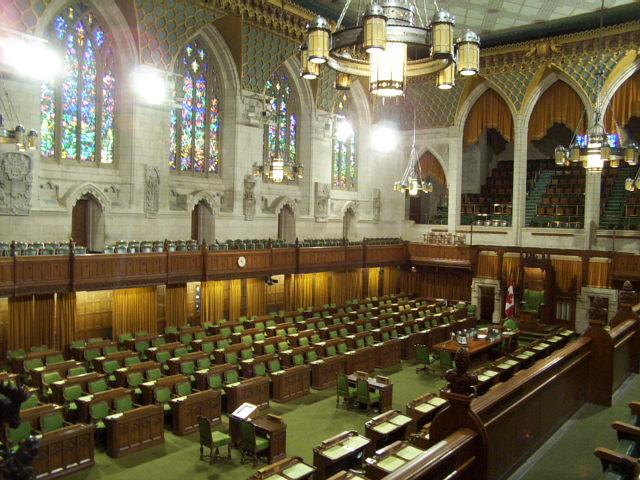
La Chambre des communes canadienne est modelée sur la chambre britannique : gouvernement et opposition se font face.

La Chambre des communes est la chambre basse du Parlement. Elle est composée de 338 députés élus au suffrage universel direct selon le scrutin uninominal majoritaire à un tour : le Canada est divisé en autant de circonscriptions qu'il y a de députés et chaque circonscription élit un député. Les sièges sont répartis entre les différentes provinces en fonction de leur population.
Le mandat de la Chambre est limité à cinq ans par la Constitution du Canada. Depuis l'adoption d'une loi sur les élections à date fixe en 2007, les élections générales ont lieu le troisième lundi d'octobre tous les quatre ans, mais le premier ministre garde la faculté de demander au gouverneur général une dissolution.
Tous les premiers ministres sont des membres de la Chambre des communes. Le chef du premier parti autre que le parti formant le gouvernement est le chef de l'Opposition officielle.
La Chambre des communes est la chambre devant laquelle le gouvernement est responsable. Au début de chaque session, la Chambre peut exprimer sa confiance par le vote sur le discours du Trône.

### Sénat
Le Sénat est la chambre haute du Parlement. Il est composé de membres nommés par le gouverneur général sur proposition du premier ministre selon une base régionale :
- 24 pour l'Ontario,
- 24 pour le Québec,
- 24 pour les provinces maritimes (10 pour la Nouvelle-Écosse, 10 pour le Nouveau-Brunswick et 4 pour l'Île-du-Prince-Édouard)
- 24 pour les provinces de l'Ouest (6 pour le Manitoba, 6 pour la Colombie-Britannique, 6 pour la Saskatchewan et 6 pour l'Alberta),
- Terre-Neuve-et-Labrador n'est comprise dans aucune de ces divisions, et est représentée par 6 sénateurs,
- les trois territoires (les Territoires du Nord-Ouest, le Yukon et le Nunavut) ont 1 siège chacun.

Les sénateurs occupent leur siège jusqu'à ce qu'ils atteignent l'âge de 75 ans.
Le Sénat dispose des mêmes pouvoirs législatifs que la Chambre des communes, bien qu'il ne puisse pas censurer le gouvernement. N'étant pas élus, il est toutefois rare que les sénateurs rejettent un projet de loi adopté par la Chambre des communes élue. Ils peuvent cependant en retarder l'adoption.

### Rôle de la Couronne
Le roi est formellement une partie du Parlement du Canada. Toutefois, le rôle de la Couronne, rempli par le gouverneur général, se limite à octroyer la sanction royale aux projets de loi adoptés. De nos jours, cette sanction n'est jamais refusée.
À l'ouverture de chaque session, le gouverneur général lit le discours du Trône devant les parlementaires réunis dans la chambre du Sénat. Ce discours, écrit par les services du premier ministre, liste les priorités législatives du gouvernement pour la session.

## Provinces et territoires

Les provinces et territoires.

Le Canada est une fédération au sein de laquelle les pouvoirs sont répartis entre le gouvernement fédéral et les gouvernements provinciaux. La Loi constitutionnelle de 1867 liste les compétences des provinces. Celles-ci comprennent notamment l'éducation, l'organisation du système santé, le droit civil, la célébration des mariages et la gestion d'une part importante des ressources naturelles. Bien que, à l'inverse d'autres fédérations, les pouvoirs résiduels soient accordés au gouvernement fédéral, l'ampleur des compétences provinciales fait du Canada un pays très décentralisé dans lequel le poids des provinces est très important.
Les trois territoires disposent de compétences sensiblement similaires à celles des provinces, mais ils sont créés par des lois du Parlement fédéral. Ils regroupent des régions peu peuplées du Nord canadien.
L'organisation politique des provinces et territoires est celle du système de Westminster, comme au fédéral :
- la Couronne est représentée par un lieutenant-gouverneur (un commissaire dans les territoires) nommé par le gouverneur général sur l'avis du premier ministre fédéral ;
- le gouvernement, responsable devant la législature provinciale, exerce le pouvoir exécutif ; il est dirigé par le premier ministre ;
- la législature provinciale exerce le pouvoir législatif ; depuis 1968, toutes les législatures provinciales sont monocamérales.

## Autochtones
La Loi constitutionnelle de 1982 reconnait les droits ancestraux des Autochtones du Canada (Premières Nations, Inuits, Métis). Bien que le droit à l'autonomie gouvernementale ne soit pas formellement reconnu, plusieurs ententes sont conclues entre les gouvernements fédéraux ou provinciaux qui reconnaissent aux nations autochtones des droits sur leur territoire et les ressources naturelles s'y trouvant.
La Loi sur les Indiens organise les rapports des Premières Nations avec le gouvernement fédéral, dont c'est la compétence constitutionnelle. Les réserves et bandes « indiennes » disposent d'une certaine autonomie.

## Justice
Le système judiciaire du Canada comprend plusieurs niveaux de juridiction.
En première instance, les cours provinciales ou territoriales sont établies par la loi provinciale ou du territoire pour juger des infractions criminelles (sauf les plus sérieuses) et des petits litiges civils. Dans chaque province existe aussi une cour supérieure chargée des cas plus importants. Celle-ci peut porter différents noms (« Cour supérieure », « Cour du banc de la reine », « Cour suprême », etc.).
Le plus haut tribunal de chaque province est la cour d'appel, dont le personnel est nommé et payé par le gouvernement fédéral. Les décisions d'une cour d'appel s'imposent à tous les tribunaux de la province. Il est possible de faire appel d'une décision à la Cour suprême.
Il existe également des tribunaux spécialisés, une Cour fédérale et une Cour d'appel fédérale pour les cas relevant de la loi fédérale.
Enfin, la Cour suprême du Canada est le plus haut tribunal du pays et ses décisions s'imposent à toutes les autres cours. La Cour suprême est composée de neuf juges nommés par le gouverneur général sur l'avis du premier ministre, dont au moins trois sont compétents pour le droit civil québécois.

## Paysage politique

### Partis politiques

#### Partis fédéraux
Durant la majeure partie de son histoire depuis la Confédération canadienne, le Canada a connu deux partis politiques majeurs : le Parti conservateur puis progressiste-conservateur et le Parti libéral. Les conservateurs ont dominé la vie politique pendant les premières décennies après 1867 mais, au cours du XXe siècle, le Parti libéral a été largement dominant.
Ce bipartisme a été remis en cause par plusieurs partis, notamment les progressistes dans les années 1920 et 1930 ou le mouvement créditiste des années 1940 à 1970. Dans les années 1990, la droite canadienne a été divisée par l'émergence du Parti réformiste, un parti populiste principalement implanté dans l'Ouest. Renommés Alliance canadienne, les réformistes ont fusionné avec le Parti progressiste-conservateur pour former le nouveau Parti conservateur du Canada.
Dans les années 1990 et 2000, le Bloc québécois, souverainiste, a dominé les élections fédérales au Québec. Le Parti social démocrate, devenu Nouveau Parti démocratique en 1961, a connu plusieurs pointes de popularité notamment à la fin des années 1980 et depuis les années 2010, jusqu'à supplanter le Parti libéral lors des élections de 2011.
Enfin, le Parti vert a fait élire sa première députée en 2011.

#### Partis provinciaux
Au Canada, les scènes politiques fédérale et provinciales sont séparées, de sorte que le paysage politique d'une province diffère entre les élections provinciales et fédérales.
De manière générale, chaque province connait un certain degré de bipartisme :
- dans les provinces de l'Atlantique et l'Ontario, les deux principaux partis sont généralement les libéraux et les progressistes-conservateurs, bien que le NPD puisse réussir des percées ;
- dans les provinces de l'Ouest, le NPD est opposé à un parti plus à droite : les libéraux en Colombie-Britannique, le Parti saskatchewanais en Saskatchewan, les progressistes-conservateurs au Manitoba ;
- en Alberta, plusieurs dynasties politiques se sont succédé au pouvoir sans qu'aucune d'elle ne réussisse à remporter une élection après avoir perdu le pouvoir ; le Parti progressiste-conservateur a perdu les élections de 2015 face au NPD après 44 ans au pouvoir ;
- au Québec, le paysage politique est divisé entre fédéralistes dont le principal parti est le Parti libéral, et souverainistes, représentés principalement par le Parti québécois.

### Politiques provinciales et territoriales
- Politique en l'Alberta
- Politique en Colombie-Britannique
- Politique à l'Île-du-Prince-Édouard
- Politique au Manitoba
- Politique au Nouveau-Brunswick
- Politique en Nouvelle-Écosse
- Politique au Nunavut
- Politique en Ontario
- Politique au Québec
- Politique en Saskatchewan
- Politique à Terre-Neuve-et-Labrador
- Politique dans les Territoires du Nord-Ouest
- Politique au Yukon